# Castlevania: Bloodlines
Castlevania: Bloodlines é um jogo eletrônico de ação e plataforma desenvolvido pela Konami para o Mega Drive, sendo lançado na América do Norte em 17 de março, no Japão em 18 de março, e na Europa em 20 de março de 1994. Foi o único título da série Castlevania lançado para Mega Drive/Genesis.

## Enredo
Em 1914, a feiticeira Drolta Tzuentes ressuscita ("acidentalmente", na versão norte americana) Elizabeth Bartley, uma condessa conhecida como "a sobrinha de Drácula", que decide trazer o Conde Dracula de volta à vida. Para isso, ela assassina o príncipe herdeiro da Áustria, iniciando assim a Primeira Guerra Mundial, para que as muitas almas sacrificadas na guerra estivessem disponíveis para seu propósito maligno. Mais tarde, em 1917, Elizabeth parte em uma jornada pela Europa, recolhendo as almas dos mortos para seu plano. No encalço da vampira, John Morris, usando do lendário chicote Vampire Killer, e seu amigo Eric Lecarde, usando sua lança, partem em uma jornada para impedir Bartley e Dracula mais uma vez.

## Desenvolvimento
Bloodlines foi originalmente lançado como uma história adicional à série Castlevania.
Em 16 de maio de 2019, foi incluído na Castlevania Anniversary Collection, lançada para PlayStation 4, Xbox One, Steam, e Nintendo Switch. Em 19 de setembro de 2019, foi embutido e lançado em conjunto com o Sega Genesis Mini.

## Recepção
A revista japonesa Famitsu o avaliou com nota 28/40. GamesRadar o listou como o 8º melhor jogo do Genesis de todos os tempos. Tim Turi, da Game Informer, elogiou o nível de sanguinolência, em comparação com outros títulos da série, chamando-o de "um dos tesouros mais subestimados da franquia." Em 1997, GamePro afirmou que enquanto o áudio e o visual não foram tão impressionantes quanto os de Super Castlevania IV, ele foi um bom jogo para os padrões do Genesis.